# ナウル収容センター
ナウル収容センター（ナウルしゅうようセンター）は、2002年から2007年までの間、ナウル共和国に存在した移住者収容所。

## 略史
- 2001年9月10日：ナウルの大統領レネ・ハリスとオーストラリア国防大臣Peter Reithによって調停、2千万オーストラリアドルを資金に800名の収容施設として設立された。
- 2002年：ノルウェイのMV Tampa号乗船のアフガニスタン人を受け入れ。（タンパ号事件）
- 2002年11月：追加資金の1千万オーストラリアドルにより、収容人数を1,200名に拡大する了解覚書を発行[1]。
- 2006年9月：ロヒンギャ族（ビルマ）8名がクリスマス島移住受付処理センターからナウルへ移送[2]。
- 2007年3月15日：83名のスリランカ人がクリスマス島から移送[3] 。
- 2007年12月：ケビン・ラッドオーストラリア首相は収容者（ビルマ人、スリランカ人）にオーストラリア居住権を与え収容センターを閉鎖[4][5][6]。
- 2012年8月：連邦政府はナウルとパプアニューギニアの収容センターの再稼動を決定[7]。